# غجر الحصاد (رواية)
غجر الحصاد (بالإنجليزية: The Harvest Gypsies)‏ هي سلسلة مقالات للكاتب جون ستاينبيك ألفها بتكليف من جريدة ذا سان فرانسيسكو نيوز تسلط الضوء على حياة العمال المهاجرين في سنترال فالي (كاليفورنيا). نُشرت يوميًا في الفترة الممتدة من 5 إلى 12 أكتوبر من عام 1936، يتطرق ستاينبيك إلى الصعوبات التي عاناها العمال المهاجرون الأمريكيون أثناء الكساد الكبير وانتصاراتهم، ويقتفي أثر تجاربهم وقصصهم أثناء معاناتهم في سبيل الوجود من محصول لآخر.
نشر مجتمع سايمون جيه. لوبين وهو منظمة غير ربحية تهدف لتعريف الأمريكيين بمحن العمال المهاجرين المقالات مجتمعةً في عام 1938 ضمن كتيب بعنوان دماؤهم قوية. تضمن ذلك الكتيب سبع مقالات، بالإضافة إلى الخاتمة الجديدة التي كتبها ستاينبيك «المجاعة في ظل شجرة البرتقال»، واثنتين وعشرين صورة للمصورة دوروثي لانج.

## ملخص

### المقال الأول
نُشِر في الخامس من أكتوبر في عام 1936، وهو عبارة عن تعريف عام بعمالي المزرعة المهاجرين، ويصفهم ستاينبيك بأنهم «تلك المجموعة المتنقلة من الفلاحين البدويين، المنكوبين بالفقر، المدفوعين بالجوع وتهديده لهم للتنقل في العمل، من محصول إلى محصول، ومن حصاد إلى حصاد». على الرغم من وجود قلة من العمال المهاجرين في أوريغون وحتى في واشنطن، فإن الغالبية العظمى منهم جاءت إلى كاليفورنيا. يُقدِّر ستاينبيك أن هنالك «150,000 فلاح مهاجر مشرد على الأقل الذين يتجولون شمال وجنوب الولاية». يعود تركز الفلاحين المهاجرين في كاليفورنيا إلى «طبيعة الزراعة الفريدة في كاليفورنيا»، والتي يحتاج فيها المحصول الذي يتطلب عمل 20 عامل خلال معظم أيام السنة إلى 2,000 عامل في وقت الحصاد. يوجد طلب كبير في كاليفورنيا على العمال المهاجرين في فترة الحصاد، التي تحدث في أوقات مختلفة بالنسبة للمحاصيل المختلفة. يشجع أولئك الذين يُشغِّلون المهاجرين هجرتهم بشكل كبير فيكون الطلب عليهم «ضعف حاجة حجم العمل للعمال» مع بقاء أجورهم منخفضة.
يلعب المهاجرون دورًا رئيسيًا في تحريك اقتصاد كاليفورنيا الزراعي، ولكهم يُحقَّرون في نفس الوقت لأنهم «قذرون» واستنزاف لأنظمة الدعم الحكومية. بمعنى آخر، لكونهم فقراء. يقول ستاينبيك «توجد حاجة للمهاجرين وتوجد كراهية لهم». يوافق طفل صغير يعيش في «مخيم العشوائيات» على ذلك قائلًا: «يدعوننا بالمهاجرين عندما يحتاجوننا، وبعد أن نقطف محاصيلهم نصبح مشردين ويجب أن نغادر البلاد». يكافح المهاجرون رغم ذلك بيأس للتغلب على فقرهم. يؤكد ستاينبيك أنهم لا يريدون شيئًا أكثر من أن يحققوا الاكتفاء الذاتي الاقتصادي مجددًا: «بينما يتنقلون بضجر من حصاد إلى حصاد، يوجد لديهم دافع وحيد وحاجة ملحة واحدة لتملك قطعة صغيرة من الأرض مجددًا، والاستقرار فيها والتوقف عن التجوال». إنهم متجولون ليس بسبب اختيارهم ذلك، بل لعدم وجود طريق آخر للنجاة. يؤكد ستاينبيك باستمرار على فضائل هؤلاء المزارعين وكرامتهم المتأصلة، الأمر الذي يزيد عوزهم الحالي سوءًا بالنسبة لهم.
يشهد الكساد الكبير تحولًا في التكوين العرقي للمزارعين المهاجرين. كان المزارعون المهاجرون في الماضي بشكل حصري إلى حد ما هم مهاجرون صينيون في المرتبة الأولى، ومن ثم يأتي اليابانيون والمكسيكيون والفيليبينيون (يناقش ستاينبيك معاملة العمال غير البيض أو غير الأمريكيين بشكل أوسع في المقال السادس). ولكن مزيج الكساد الكبير والعواصف الغبارية الشديدة قدّم نوعًا جديدًا من العامل المهاجر: الأسرة الأمريكية من ذوي البشرة البيضاء، بما فيهم النساء والأطفال. قدموا من «المجتمعات الزراعية في أوكلاهوما ونبراسكا وبعض أجزاء كنساس وتكساس» وكان ذلك بمعظمه نتيجة العواصف الغبارية الشديدة. يصف ستاينبيك العائلات بأنهم مزارعون كانوا أثرياء في يوم من الأيام -أو أنهم كانوا يحققون الاكتفاء الذاتي على الأقل- قدموا من الغرب الأوسط وهم «أمريكيون واسعو الحيلة وأذكياء» وعمال أمينون عانوا من «ألم كبير وقذر» تجلى في خسارتهم جميع ما كانوا يملكون.